# عجلة بيلتون

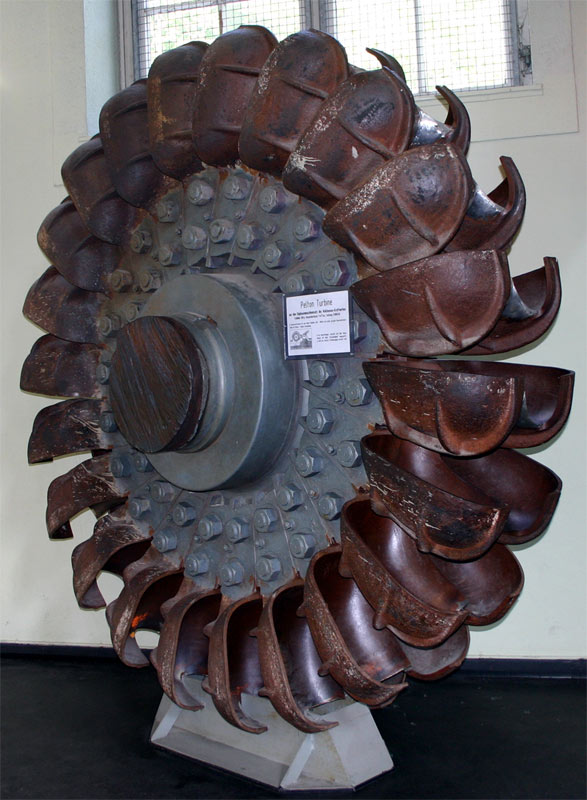
عجلة بيلتون قديمة في محطة بحيرة فالشينزي للطاقة الكهرومائية بألمانيا

عَجَلَةُ بِيْلْتُون (بالإنجليزية: Pelton Wheel)‏ نوع من أنواع العنفات المائية التي تعتمد على نبضات المياه، اخترعها العالم ليستر آلان بيلتون (Lester Allan Pelton) في الفترة بين 1870-1880م.
صممت عجلة بيلتون لتستخرج الطاقة من نبضات الماء المتحرك على عكس استخدام وزن المياه الثابتة كما تستخدم العجلة المائية. كان هنالك أنواع متعددة من تصميمات العنفات المائية التي كانت تعتمد على نبضات المياه، ولكن جميعها كانت بكفاءة ضعيفة جدا بالنسبة لتصميم بيلتون، حيث إن التصاميم القديمة لم تكن تستخدم الطاقة الحركية بأكملها وكان الماء يخرج من الزعنفة حاملا الكثير من السرعة المتبقية التي كان يمكن أن تفعل العجلة. تصميم بيلتون ركز على الزعنفة نفسها، حيث إن التصميم الجديد ركز على تقريب سرعة طرف العجلة إلى نصف سرعة المياه الخارجة من مضخة المياه مما أكد استغلال طاقة المياه أكثر وإخراج المياه من العجلة بسرعة أبطأ؛ لهذا السبب تصميم عجلة بيلتون عالِ الكفاءة.

## الوظيفة

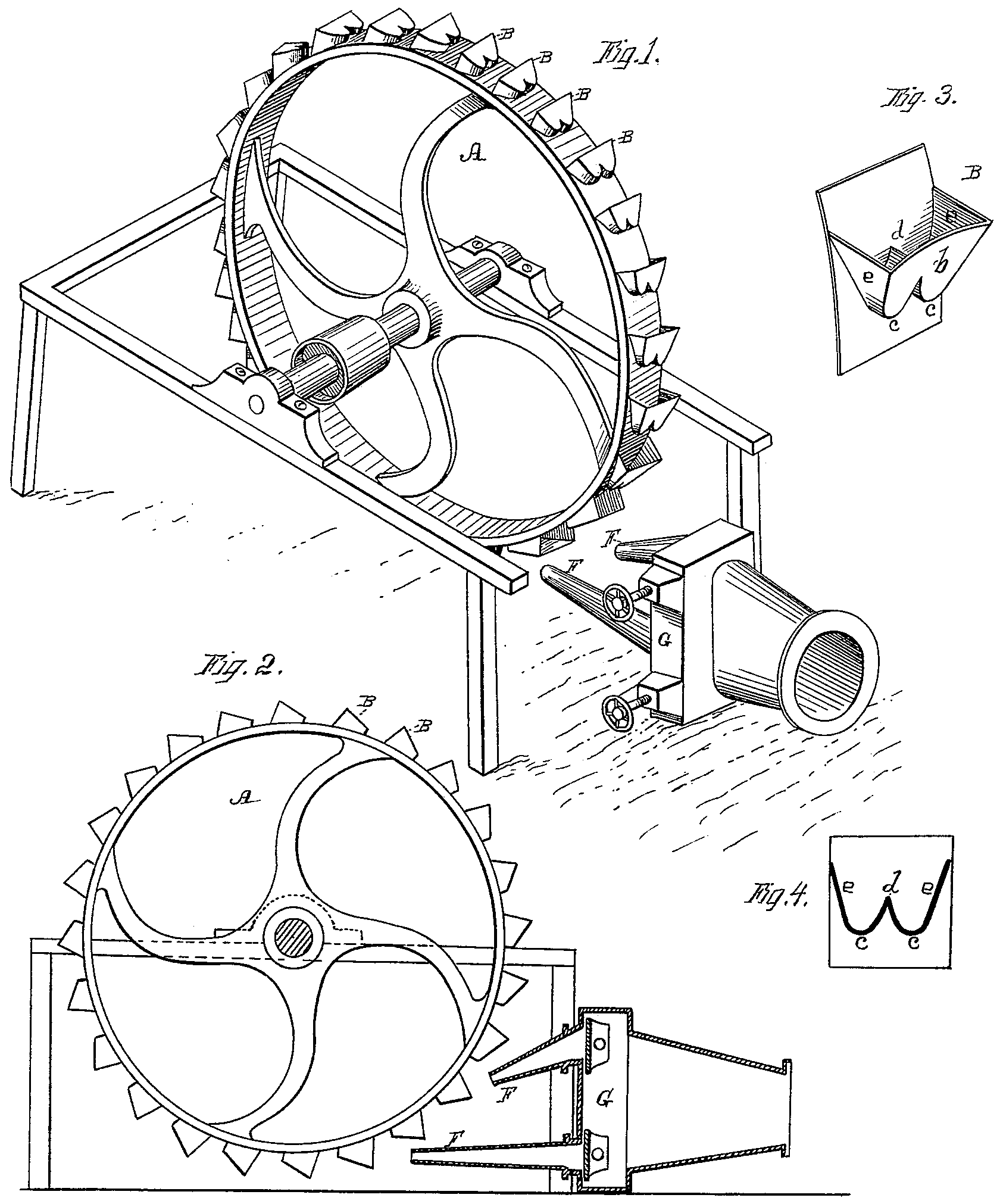
التصميم الأصلي لبراءة اختراع ليستر ألان بيلتون لهذه العجلة

ترش الفوهات مياها قوية وسريعة إلى سلسلة من الدلاء على شكل معالق تعرف أيضا بشفرات النبضات (Impulse Blades). تركب هذه الشفرات حول الأطراف المحيطة بالعجل المحرك (Runner). بينما ترتطم المياه في الدلاء، تغير المياه في الدلو حركتها واتجاهها على حسب شكل الدلو الداخلي حيث أن المياه تدور وتعود للوراء للخروج من أطراف الدلو. نبضات المياه تبذل عزماً دورانياً يدور العجلة نفسها بالنسبة للدلو بينما تخرج المياه على حركة الU-turn من أطراف الدلو بسرعة بطيئة نسبة للسرعة التي دخلت فيها. في نفس الوقت، تتحول قوة دفع المياه من الماء إلى العجلة نفسها، وبذلك تتحول الطاقة إلى العنفة (Turbine)، بحيث أن النبضة تتحول إلى الطاقة في العنفة. للاستغلال الكامل للقوة والكفاءة، يتم تصميم النظام بهدف أن تنتج سرعة الدلاء بنصف سرعة المياه الخارجة من الفوهات، حيث أن السرعة المتبقية في المياه بعد النبضة تساعد على الخروج من الدلو على نفس سرعة الدخول إلى الدلو وبذلك يتم التأكد من الالتزام بالضغط العال الداخل دون تدخل أو ضياع للطاقة. عادة يتم تركيب الدلوين مقابل بعضهما البعض على العجلة مما يسمح لتقسيم مجرى المياه إلى قسمين متساويين ويساعد ذلك على موازاة وتسهيل نقل دفع المياه بالكفاءة المطلوبة.
تمر عملية عجلة بيلتون في عنفة واحدة بمرحلة واحدة؛ لأن الماء من السوائل التي لا تنضغط، مما يؤدي إلى استخراج ما يقارب كامل الطاقة من المياه في أول المراحل من العنفة الهيدروليكية.

## التطبيقات
عجلة بيلتون هي العنفة المفضلة بين العنفات المائية عند وجود مصدر للماء ذي ارتفاع هيدروليكي (رأس هيدروليكي ‏) عال وتدفق بطيء. تصنع عجلة بيلتون بكل الأحجام فتوجد عجلات يمكن أن تزن عدة أطنان مركبة على محامل وسادية زيتية عمودية في المصانع الكهرومائية، وأكبر عجلة مسجلة توجد في محطة بيودرون للطاقة الكرومائية (Bieudron Hydroelectric Power Station) في سويسرا حيث تصدر أكثر من 400 ميغاوات كهربائية، وأصغر عجلة مسجلة تتميز بأن قطرها لا يزيد عن بضع إنشات بسيطة وتقوم باستغلال القوة من المياه المارة الجبلية التي تمر بتدفق عال جدا. بعض هذه الأنظمة تعتمد على تركيبات تطابق تركيبات المياه المنزلية لتوصيل المياه حيث تستخدم هذه الأنظمة الصغيرة ما يقارب 30 مترًا من العلو الهيدروليكي لتوليد أي مستوى من القوة الملحوظة. اعتمادا على تدفق المياه والتصميم، عجلة بيلتون تعمل بأفضلية عند توفر علو هيدروليكي للماء ما يتراوح بين 15 إلى 1800 متر مع العلم أنه لا توجد أي حدود نظريا.

## القوانين في التصميم
تكون السرعة النوعية (Specific Speed ηS) مستقلة عن حجم العنفة وعادة ما تكون قليلة. ومقارنة بالعنفات الأخرى، قلة السرعة النوعية في عجلة بيلتون تدل على أن هندسة العجلة ذات تصميم للسرعة المنخفضة، وبذلك يفضل استخدام الماء الحامل لتدفق بطيء نسبة للضغط، أي أن نستخدم ماء بتدفق خافت أو/و ضغط عال جدا.
والسرعة النوعية هي النحو الرئيسي في التوصيل بين موقع محطة الطاقة الهرومائية ونوع العنفة المختارة كما تسمح لنا أن نقيس عنفة جديدة باستخدام حسابات وأداء عنفة أصلية موجودة ومعروفة. دلالة السرعة النوعية تأتي على القانون:
{\displaystyle \eta _{s}=n{\sqrt {P}}/{\sqrt {\rho }}(gH)^{5/4}}
- {\displaystyle n} = تردد الدوران (rpm)
- {\displaystyle P} = القوة (W)
- {\displaystyle H} = العلو الهيدروليكي للماء (m)
- {\displaystyle \rho } = كثافة الماء (kg/m3)

يدل القانون على أن عنفة بيلتون مصنوعة لأن تعمل بشكل أفضل مع مصادر المياه ذات العلو الهيدروليكي العال لوضع الH على أس 5/4 مما يجعلها أكثر من دلالة الوحدة ولأن العجلة ذات تصميم يعتمد على ناتج بطيء لقانون السرعة النوعية.